# ماهی زبرپوست
ماهی زبرپوست (نام علمی: Hispidoberyx ambagiosus) نام یک گونه از راسته تیغ‌تیغی‌سانان است.